# Orroli
Orroli – miejscowość i gmina we Włoszech, w regionie Sardynia, w prowincji Sud Sardynia.
Według danych na rok 2004 gminę zamieszkiwało 2746 osób, 36,6 os./km². Graniczy z Escalaplano, Esterzili, Goni, Nurri i Siurgus Donigala.